# Verónica Macamo
Verónica Nataniel Macamo Dlovo, sinh ngày 13 tháng 11 năm 1957, là một chính trị gia người Mozambique, từng giữ chức Chủ tịch Hội đồng Cộng hòa Mozambique từ năm 2010. Bà là thành viên của Frelimo và bắt đầu sự nghiệp là một chính trị gia ở tỉnh Gaza với tư cách là thành viên của Tổ chức phụ nữ Mozambique và đạt đến đỉnh cao của sự nghiệp khi trở thành nữ chủ tịch đầu tiên của hội kể từ khi Mozambique giành được độc lập.

## Thời trẻ, giáo dục và cuộc sống cá nhân
Veronica Nataniel Macamo Dlovo sinh ngày 13 tháng 11 năm 1957, tại Bilene, tỉnh Gaza. Bà đã kết hôn và có 3 đứa con. Dlovo đã lấy được bằng Luật từ Đại học Eduardo Mondlane năm 1994. Bà cũng đã tham gia một khóa học về vật lý và toán học trong cùng một trường đại học.

## Kinh nghiệm làm việc và chính trị
Trước khi trở thành chủ tịch hội đồng, Dlovo bắt đầu làm việc cho Frelimo ngay cả trước khi giành độc lập và sau khi Mozambique độc lập, bà làm việc trong nhiều lĩnh vực trong đảng. Bà đã tham gia công tác xã hội và làm việc trong Ủy ban Chính trị của Chuẩn bị Chính trị Quân sự ở Moamba 1975 đến 1977, với tư cách là Cố vấn Pháp lý của các Công ty từ năm 1994, Ủy viên Tư pháp từ năm 2005 đến 2007, và là Cố vấn Tư pháp và Chủ tịch Hội đồng Quỹ Du lịch từ năm 2000 đến 2009 . Bà cũng làm việc với các tổ chức của phụ nữ  với tư cách là Thư ký thành lập Tổ chức Phụ nữ Mozambique từ năm 1985 đến 1989, bà được bầu làm Thành viên danh dự của Tổ chức Phụ nữ Mozambique và Trưởng phòng Phụ nữ tại Trụ sở của Ủy ban Trung ương, từ 1994 đến 1995 . Là một chính trị gia, Dlovo được bầu vào hội nghị năm 1999 từ tỉnh Gaza. Năm 1999, bà được bầu làm Phó Chủ tịch Quốc hội. Năm 2004, bà cũng là thành viên của Quốc hội Liên minh châu Phi từ Mozambique. Bà cũng là Chủ tịch Quốc hội Mozambique từ năm 2010.
Dlovo được bầu làm nữ chủ tịch đầu tiên của hội vào năm 2010, với tổng số phiếu là 192 trên 194. Là chủ tịch của hội đồng, Dlovo được biết đến với tính cách mạnh mẽ. Bà đã đưa ra ý kiến của mình trong các chủ đề liên quan đến chính trị ở Mozambique  và đóng một vai trò quan trọng trong việc tạo ra các luật, bao gồm các luật liên quan đến hôn nhân ở tuổi vị thành niên và lạm dụng trẻ em.